# Izba Gospodarcza Hotelarstwa Polskiego
Izba Gospodarcza Hotelarstwa Polskiego – organizacja reprezentująca branżę hotelarską w Polsce. Powstała w 2003 roku.
Izba jest rzecznikiem środowiska biznesu hotelarskiego i gastronomicznego w kontaktach z administracją państwową oraz w Unii Europejskiej, lobbuje na rzecz jej rozwoju, chroni interes hotelarzy, wspiera inicjatywy gospodarcze swoich członków, opracowuje opinie branżowe w interesie członków Izby i branży, a także promuje społeczną odpowiedzialność biznesu. IGHP rozwija również działalność edukacyjną, organizując specjalistyczne kampanie i programy szkoleniowe z kluczowych dla hotelarzy zagadnień (np. dotyczące RODO czy tzw. nowej ustawy turystycznej). Izba współpracuje z wybranymi dostawcami, którzy zapewniają hotelom dostęp do licznych usług, najnowszych rozwiązań technologicznych, architektonicznych, aranżacji wnętrz, elementów wyposażenia pokoi i innych pomieszczeń hotelowych.
IGHP jest reprezentantem branży hotelarskiej w HOTREC (Konfederacja Narodowych Organizacji Hoteli, Restauracji, Kawiarni w krajach UE i europejskiego obszaru ekonomicznego) z siedzibą w Brukseli. 
Prezesem IGHP jest od 2014 roku Ireneusz Węgłowski.

## Zarząd Izby
Ireneusz Węgłowski – prezes IGHP; wiceprezes zarządu Grupa Hotelowa Orbis
Julian Bystrzanowski – wiceprezes IGHP; wiceprezes Konferencja Rektorów Zawodowych Szkół Polskich
Piotr Kwiatkowski – wiceprezes IGHP; dyrektor zarządzający Hotele De Silva Sp. z o.o.
Krzysztof Szadurski – wiceprezes IGHP; prezes zarządu Hotele Warszawskie "Syrena" Sp. z o.o.
Marcin Mączyński – wiceprezes i sekretarz generalny IGHP
Tomasz Pieniążek - wiceprezes, Partner MUMOTIVE Group Sp. z o.o.